# 山本直輝
山本 直輝（やまもと なおき、1969年8月28日 - ）は、東京都出身の俳優。宝井プロジェクト所属。

## 人物
身長182cm。体重86kg。血液型O型。
趣味・特技はジャグリング、柔道、ダンス、トロンボーン、チューバ、ドラム。
オンシアター自由劇場JAG7期生。

## 出演作品

### テレビドラマ

#### NHK
- 大河ドラマ
  - 葵 徳川三代（2000年） - 水野光綱
  - 武蔵 MUSASHI（2003年）
- 連続テレビ小説 / おひさま（2011年）
- NHKスペシャル / 未解決事件「ロッキード事件」（2016年）

#### 日本テレビ
- 火曜サスペンス劇場 / 刑事・鬼貫八郎16（2004年） - 刑事
- 土曜ドラマ
  - 華麗なるスパイ（2009年） - 記者
  - サバイバル・ウェディング（2018年） - 社長
  - 35歳の少女（2020年） - 社員
  - 相続探偵（2025年） - 裁判長
- 木曜ミステリーシアター / VISION-殺しが見える女-（2012年） - 緑川刑事
- 木曜ドラマ / でたらめヒーロー（2013年） - リポーター
- 水曜ドラマ / 家売るオンナの逆襲（2019年） - 観客

#### TBS
- 新しい風（2004年）
- 金曜ドラマ / ホームドラマ!（2004年）
- 愛の劇場 / 砂時計（2007年） - 常連客
- 火曜ドラマ / 東京スカーレット〜警視庁NS係（2014年）
- 月曜名作劇場 / 税務調査官・窓際太郎の事件簿30（2016年） - 中島邦夫
- 日曜劇場
  - 半沢直樹（2019年） - 役員
  - VIVANT（2023年） - 銀行担当者

#### フジテレビ
- ソムリエ（1998年）
- 走れ公務員!（1998年）
- 古畑任三郎
  - （1999年） - 住人
  - （2006年） - 社員
  - （2008年）
- 私を旅館に連れてって（2001年） - 客
- 木曜劇場
  - スタアの恋（2001年） - ガードマン
  - 知ってるワイフ（2021年） - 店員
- 君が想い出になる前に（2004年） - 吉川圭吾
- 救命病棟24時（2005年） - 記者
- 土曜プレミアム / ガリレオΦ（2008年）
- 天使の代理人（2010年） - キャバクラの客
- 謎解きはディナーのあとで（2011年）
- 絶対零度〜未然犯罪潜入捜査〜（2020年） - 視察者
- ギークス〜警察署の変人たち〜 第1話（2024年7月4日、フジテレビ） - 結婚披露宴参列者 役

#### テレビ朝日
- 土曜ワイド劇場
  - 山村美紗最期のミステリー 京都・在原業平殺人事件（1999年） - 記者
  - 交渉人 遠野麻衣子・最後の事件（2010年）
- はぐれ刑事純情派（2001年） - 記者
- 木曜ドラマ
  - 南くんの恋人（2004年） - 警官
  - 7人の女弁護士（2006年）
  - 小児救命（2008年） - 麗の父
  - Believe-君にかける橋- 第7話（2024年6月6日） - 町村 役[3][4]
- 金曜ナイトドラマ
  - 時効警察（2006年）
  - 家政夫のミタゾノ（2016年）
- 相棒
  - （2007年） - 大沢辰也
  - （2008年） - 記者
  - （2014年） - 次長秘書
- 生きる（2007年） - 道路整備公団窓口係
- 最後の晩餐 〜刑事・遠野一行と七人の容疑者〜（2011年） - 田野倉刑事
- 警視庁・捜査一課長（2016年） - 西崎省三
- 星降る夜に（2023年） - 裁判官

#### テレビ東京
- 水曜ミステリー9 / 検事・沢木正夫（寺脇康文版）2（2014年） - 記者

#### WOWOW
- 連続ドラマW
  - パンドラIII 革命前夜（2011年）
  - 天使のナイフ（2015年）
  - トッカイ 〜不良債権特別回収部〜（2021年）

### テレビ番組
- セサミストリート（NHK）

### 映画
- あつもの - 黒瀬達夫
- ラストダンス
- 怯える（1998年） - 若者
- 大いなる幻影（1999年） - 郵便局の配送係
- 相棒 -劇場版II- 警視庁占拠! 特命係の一番長い夜（2010年） - 記者
- 異動辞令は音楽隊!（2022年） - 楽団メンバー

### 舞台
- 理由なき女殺油地獄（1990年） - 主演：与兵衛
- 上海バンスキング（1991年）
- もっと泣いてよフラッパー（1992年） - 主演：クリンチチャーリー
- ハムレット（1993年）
- SCAPIN（1995年）
- 黄昏のボードビル（1996年） - 横田
- 湯けむり仲居純情日記（1997年） - 山彦
- リチャード3世（1999年） - ノーフォーク
- ラ・マンチャの男（1999年 - ）
- 風と共に去りぬ（2002年 - 2003年）
- 麦踏みクーツェ（2015年）

### その他
- 耳屋 - 声の出演